# Султан бін Заїд бін Султан Аль Нагаян
Султан бін Заїд бін Султан Аль Нагаян (1 грудня 1955 — 18 листопада 2019) — політик Емірату та член родини Аль Нагаян, який раніше був 3-м віце-прем'єр-міністром Об'єднаних Арабських Еміратів.

## Раннє життя та освіта
Шейх Султан був другим сином шейха Заїда бін Султана Аль Нагаяна, засновника ОАЕ. Він народився 1 грудня 1955 року. Його мати була третьою дружиною батька; Шейха, шейха бінт Мадхад Аль Машгуні. Шейх Султан здобув освіту в Мілфілдській школі в Сомерсеті, Англія, і був випускником Королівської військової академії Сандхерст. Його старший зведений брат по батьковій лінії шейх Халіфа бін Заїд Аль Нагаян був президентом Об'єднаних Арабських Еміратів у 2004—2022 роках, тоді як його інший зведений брат, шейх Мохаммед, є наслідним принцом Абу-Дабі.

## Кар'єра
Шейх Султан був головою Футбольної асоціації ОАЕ (1976—1981). У 1990 році він був призначений віце-прем'єр-міністром Об'єднаних Арабських Еміратів
З 1997 по 2009 рік разом зі своїм молодшим зведеним братом Шейхом Хамданом був віце-прем'єр-міністром. У 2009 році його замінив на посаді його зведений брат шейх Саїф і шейх Мансур.
Шейх Султан був представником президента, головою медіа-культурного центру, головою клубу спадщини Еміратів і головою центру координації та контролю Заїда, членом Вищої нафтової ради та членом Abu Dhabi Investment Authority.
Шейх Султан свого часу обіймав посаду голови Центру Заїда, який пізніше був закритий урядом ОАЕ, коли стало відомо, що він поширював і забезпечував платформу для антиамериканських, антисемітських та крайніх антиізраїльських поглядів.